# Tweede Kamerverkiezingen in het kiesdistrict Goes (1888-1918)

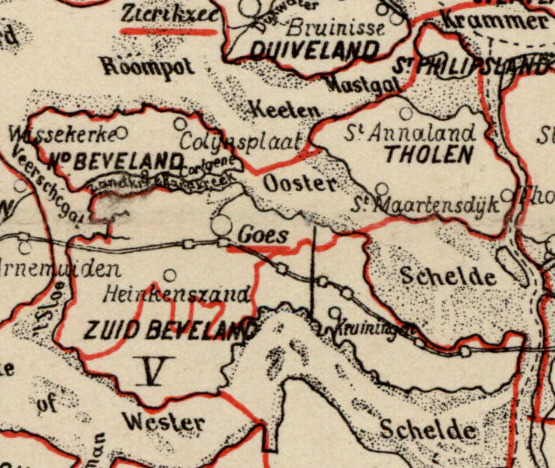
Kiesdistrict Goes (1888)

Tweede Kamerverkiezingen in het kiesdistrict Goes (1888-1918) geeft een overzicht van verkiezingen voor de Nederlandse Tweede Kamer in het kiesdistrict Goes in de periode 1888-1918.
Het kiesdistrict Goes was al ingesteld in 1848. De indeling van het kiesdistrict werd gewijzigd na de grondwetsherziening van 1887. Tot het kiesdistrict behoorden vanaf dat moment de volgende gemeenten: Arnemuiden, Colijnsplaat, Goes, 's-Gravenpolder, 's-Heer Abtskerke, 's-Heer Arendskerke, Heinkenszand, Kats, Kattendijke, Kloetinge, Kortgene, Oud-Vossemeer, Poortvliet, Scherpenisse, Sint-Annaland, Sint-Maartensdijk, Sint Philipsland, Stavenisse, Tholen, Wemeldinge, Wissenkerke en Wolphaartsdijk.
Het kiesdistrict Goes vaardigde in dit tijdvak per zittingsperiode één lid af naar de Tweede Kamer.
Legenda
- cursief: in de eerste verkiezingsronde geëindigd op de eerste of tweede plaats, en geplaatst voor de tweede ronde;
- vet: gekozen als lid van de Tweede Kamer.

## 6 maart 1888
De verkiezingen werden gehouden na vervroegde ontbinding van de Tweede Kamer.
|                         | 6 maart |
| ----------------------- | ------- |
| Kiesgerechtigden        | 4.075   |
| Opkomst                 | 3.596   |
| Geldige stemmen         | 3.559   |
| Blanco stemmen          | 27      |
| Kandidaten              |         |
| A.F. de Savornin Lohman | 2.194   |
| W. Six                  | 1.321   |

## 18 maart 1890
Alexander de Savornin Lohman, gekozen bij de verkiezingen van 6 maart 1888, trad op 19 februari 1890 af vanwege zijn toetreding op 24 februari 1890 tot het kabinet-Mackay. Om in de ontstane vacature te voorzien werd een tussentijdse verkiezing gehouden.
|                   | 18 maart |
| ----------------- | -------- |
| Kiesgerechtigden  | 4.051    |
| Opkomst           | 2.772    |
| Geldige stemmen   | 2.712    |
| Blanco stemmen    | 39       |
| Kandidaten        |          |
| L.W.C. Keuchenius | 1.548    |
| J.H.C. Heijse     | 1.153    |

## 9 juni 1891
De verkiezingen werden gehouden na ontbinding van de Tweede Kamer.
|                   | 9 juni |
| ----------------- | ------ |
| Kiesgerechtigden  | 4.022  |
| Opkomst           | 2.927  |
| Geldige stemmen   | 2.892  |
| Blanco stemmen    | 28     |
| Kandidaten        |        |
| L.W.C. Keuchenius | 1.561  |
| J.H.C. Heijse     | 1.173  |
| B.M. Bahlmann     | 129    |

## 9 januari 1894
Levinus Keuchenius, gekozen bij de verkiezingen van 9 juni 1891, overleed op 17 december 1893. Om in de ontstane vacature te voorzien werd een tussentijdse verkiezing gehouden. 
|                         | 9 januari |
| ----------------------- | --------- |
| Kiesgerechtigden        | 4.073     |
| Opkomst                 | 2.659     |
| Geldige stemmen         | 2.614     |
| Blanco stemmen          | 36        |
| Kandidaten              |           |
| A.F. de Savornin Lohman | 1.653     |
| D. Stigter              | 944       |

## 10 april 1894
De verkiezingen werden gehouden na vervroegde ontbinding van de Tweede Kamer.
|                         | 10 april | 24 april |
| ----------------------- | -------- | -------- |
| Kiesgerechtigden        | 4.050    | 4.050    |
| Opkomst                 | 2.486    | 2.972    |
| Geldige stemmen         | 2.451    | 2.930    |
| Blanco stemmen          | 33       | 31       |
| Kandidaten              |          |          |
| A.F. de Savornin Lohman | 1.224    | 1.866    |
| D. Stigter              | 699      | 1.065    |
| C.J. Huvers             | 485      |          |

## 15 juni 1897
De verkiezingen werden gehouden na ontbinding van de Tweede Kamer.
|                         | 15 juni |
| ----------------------- | ------- |
| Kiesgerechtigden        | 6.225   |
| Opkomst                 | 4.312   |
| Geldige stemmen         | 4.269   |
| Blanco stemmen          | 43      |
| Kandidaten              |         |
| A.F. de Savornin Lohman | 2.671   |
| J.H.C. Heijse           | 1.598   |

## 14 juni 1901
De verkiezingen werden gehouden na ontbinding van de Tweede Kamer.
|                          | 14 juni |
| ------------------------ | ------- |
| Kiesgerechtigden         | 5.532   |
| Opkomst                  | 4.234   |
| Geldige stemmen          | 4.187   |
| Blanco stemmen           | 47      |
| Kandidaten               |         |
| A.F. de Savornin Lohman  | 2.582   |
| G.A. Vorsterman van Oyen | 1.605   |

## 16 juni 1905
De verkiezingen werden gehouden na ontbinding van de Tweede Kamer.
|                          | 16 juni |
| ------------------------ | ------- |
| Kiesgerechtigden         | 6.620   |
| Opkomst                  | 5.440   |
| Geldige stemmen          | 5.363   |
| Blanco stemmen           | 77      |
| Kandidaten               |         |
| A.F. de Savornin Lohman  | 3.184   |
| G.A. Vorsterman van Oyen | 1.963   |
| P.J. Troelstra           | 216     |

## 11 juni 1909
De verkiezingen werden gehouden na ontbinding van de Tweede Kamer.
|                         | 11 juni |
| ----------------------- | ------- |
| Kiesgerechtigden        | 7.260   |
| Opkomst                 | 5.929   |
| Geldige stemmen         | 5.865   |
| Blanco stemmen          | 64      |
| Kandidaten              |         |
| A.F. de Savornin Lohman | 3.656   |
| H. Goeman Borgesius     | 1.987   |
| J.A.H. van den Brink    | 222     |

## 17 juni 1913
De verkiezingen werden gehouden na ontbinding van de Tweede Kamer.
|                         | 17 juni |
| ----------------------- | ------- |
| Kiesgerechtigden        | 8.435   |
| Opkomst                 | 7.561   |
| Geldige stemmen         | 7.452   |
| Blanco stemmen          | 109     |
| Kandidaten              |         |
| A.F. de Savornin Lohman | 3.922   |
| J.G. Moojen             | 3.206   |
| G. Middelburg           | 324     |

## 15 juni 1917
De verkiezingen werden gehouden na ontbinding van de Tweede Kamer.
|                         | 15 juni |
| ----------------------- | ------- |
| Kiesgerechtigden        | 9.116   |
| Kandidaten              |         |
| A.F. de Savornin Lohman |         |

De zeven in de vorige Tweede Kamer vertegenwoordigde partijen hadden afgesproken in elkaars kiesdistricten geen tegenkandidaten te stellen. De Savornin Lohman was derhalve de enige kandidaat; hij werd zonder nadere stemming gekozen verklaard.

## Opheffing
De verkiezing van 1917 was de laatste verkiezing voor het kiesdistrict Goes. In 1918 werd voor verkiezingen voor de Tweede Kamer overgegaan op een systeem van evenredige vertegenwoordiging met kandidatenlijsten van politieke partijen.